# 래킷 (프로그래밍 언어)
래킷(Racket, 이전 이름: PLT Scheme)은 리스프-스킴 계열의 범용 프로그래밍 패러다임이다. 설계적 목표 중 하나는 언어 제작, 설계, 구현의 플랫폼의 역할을 하는 것이다. 이 언어는 스크립팅, 범용 프로그래밍, 컴퓨터 과학 교육, 연구와 같은 다양한 문맥에 사용된다.
플랫폼은 래킷 언어의 구현체(복잡한 런타임 시스템, 다양한 라이브러리, JIT 컴파일러 등)를 제공하며 이 외에도 래킷 자체에서 작성되는 닥터래킷(DrRacket, 이전 이름: DrScheme)이라는 개발 환경도 함께 제공된다. IDE 및 이와 동반되는 프로그래밍 커리큘럼은 프로그램바이디자인(ProgramByDesign) 아웃리치 프로그램에 사용되는데, 이는 컴퓨팅과 프로그래밍을 필수적인 교양 교육 과정의 일부로 전환하려는 시도이다. 중심 언어는 확장 매크로 시스템으로 잘 알려져 있으며, 임베디드 및 도메인 특화 언어, 또 클래스나 모듈과 같은 언어 구성체, 각기 다른 시맨틱스를 갖춘 구별된 래킷 방언들의 제작을 가능케 한다.
플랫폼 배포의 경우 GNU 약소 일반 공중 사용 허가서(LGPL) 라이선스 하에서 자유-오픈 소스 소프트웨어로 배포된다. 공동체가 만든 확장 기능과 패키지들은 래킷의 중앙 패키지 카탈로그에 업로드된다.

## 코드 예제
다음은 사소한 헬로 월드 프로그램이다:
```
#lang 
racket

"Hello, World!"

```

이 프로그램을 실행하면 다음과 같이 출력된다:
"Hello, World!"
다음은 조금 덜 사소한 프로그램이다:
```
#lang 
racket

(
require
 
2htdp/image
)

(
let
 
sierpinski
 
([
n
 
8
])

  
(
if
 
(
zero?
 
n
)

    
(
triangle
 
2
 
'
solid
 
'
red
)

    
(
let
 
([
t
 
(
sierpinski
 
(
-
 
n
 
1
))])

      
(
freeze
 
(
above
 
t
 
(
beside
 
t
 
t
))))))

```

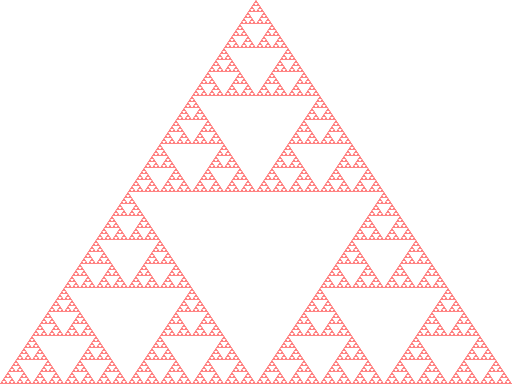
이 프로그램의 결과. DrRacket에서 표시한 모습.

래킷 웹사이트에서 가져온 이 프로그램은 심도 8까지 네스트(nested)된 시에르핀스키 삼각형을 그린다.
#lang 디렉티브를 사용하여 각기 다른 래킷으로 소스 파일을 생성할 수 있다. 다음은 래킷의 정적 타이핑 변종인 Typed Racket에서의 팩토리얼 프로그램의 예시이다.
```
#lang 
typed/racket

(
:
 
fact
 
(
Integer
 
->
 
Integer
))

(
define
 
(
fact
 
n
)

  
(
if
 
(
zero?
 
n
)
 
1
 
(
*
 
n
 
(
fact
 
(
-
 
n
 
1
)))))

```